# سیارک ۴۷۴۸
سیارک ۴۷۴۸ (به انگلیسی: 4748 Tokiwagozen، نامگذاری:1989WV) چهار هزار و هفتصد و چهل و هشتمین سیارک کشف شده‌است که در ۲۰ نوامبر ۱۹۸۹ کشف شد.
قدر مطلق سیارک برابر ۱۱٫۷۰ است.